# Appelez-moi Johnny 5
Série
Short Circuit
(1986)
Pour plus de détails, voir Fiche technique et Distribution.
Appelez-moi Johnny 5 ou Cœur circuit 2 au Québec (Short Circuit 2) est une comédie de science-fiction américaine réalisée par Kenneth Johnson et sortie en 1988.
Le film fait suite à Short Circuit réalisé par John Badham et sorti en 1986.
Le film suit un robot expérimental, qui ayant acquis la certitude d'être vivant, s'est lui-même prénommé Johnny. Johnny 5. Un jour, à l'appel de son ancien cocréateur Ben Jahrvi, désormais sans emploi et condamné à la vente de trottoir, il n'hésite pas une seconde et débarque à New York, afin d'aider celui-ci à s'y faire un nom. Mais l'espiègle robot et son papa vont connaître de multiples aventures non prévues au programme…

## Synopsis

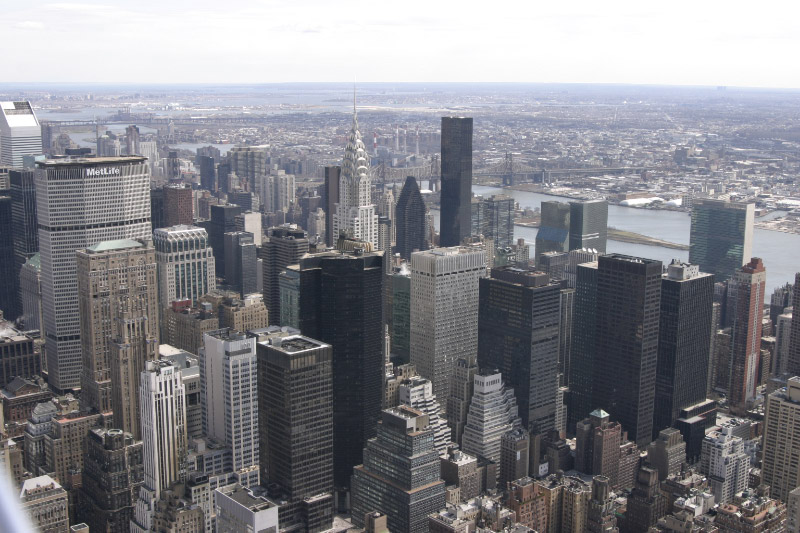
Le film situe son action en plein cœur de New York.

Ben Jahrvi (Fisher Stevens) a perdu son travail à la suite de la fermeture de l'entreprise NOVA Robotics, considérée comme responsable des événements du premier film. Il s'est maintenant « établi » à New York, et essaye d'assembler et de vendre des jouets miniatures à l'effigie du robot Numéro 5... Il collabore par la force des choses avec Fred Ritter (Michael McKean). Par un coup de chance inouï l'un de ses jouets est découvert par la commerciale Sandy Banatoni (Cynthia Gibb). Le design de Numéro 5 lui plait immédiatement et elle demande au duo de créer un millier de jouets dans un délai très serré. Ben et Fred savent pertinemment qu'ils ne pourront pas réussir ce tour de force... Fred tient cependant à tenter l'expérience coûte que coûte et l'improbable équipe s'installe dans un garage désaffecté. L'assemblage des jouets se fait à un rythme extrêmement lent.
Heureusement, le vrai Numéro/Johnny 5 est envoyé par Newton Crosby pour aider les deux compères dans leur lourde tâche. Il apparait que, grâce à ses facultés robotiques, les délais pourront être tenus. Tout semble se dérouler pour le mieux jusqu'à ce qu'un gang de malfrats mené par Oscar Baldwin (Jack Weston) entre en scène. Il projette de voler les diamants abrités dans une banque de l'autre côté de la rue, via un tunnel. Le garage où les héros ont élu domicile est donc un emplacement capital pour lui. Oscar parvient, par la ruse, à gagner la confiance de l'innocent Johnny 5. Après quoi, il n'a aucun mal à lui demander, de façon détournée, de l'aider dans son vol (en l'occurrence terminer le tunnel). Pendant ce temps, Ben et Fred sont isolés par le reste du gang et enfermés dans la chambre froide d'un restaurant chinois. Ils ne doivent leur salut qu'à un stratagème de communication de Ben, qui parvient à avertir Sandy de l'endroit où ils sont retenus.
Au même moment Johnny vient de finir son travail, et Oscar n'ayant plus besoin de lui, il abime sérieusement le robot, pensant éliminer définitivement le seul témoin du méfait. Or Johnny 5 est toujours vivant, même si son énergie décline rapidement. Fred trouve Johnny et se rend compte de l'état critique du robot : sa batterie interne fuit et il est contraint de lui venir en aide en le réparant dans une boutique d'électronique. Sitôt tiré d'affaire, Johnny se venge et met hors d'état de nuire le gang après une longue poursuite dans les rues et sur les quais de New York. Il semble plus particulièrement enragé par la trahison d'Oscar qu'il considérait comme son meilleur ami.
La scène finale clôt le film avec un Johnny 5 flambant neuf et plaqué or, prêtant serment et devenant citoyen américain aux côtés de Benjamin Jahrvi. De plus, on apprend que Fred, Sandy et Ben ont un vif succès dans le milieu du jouet, et qu'une production à grande échelle des Johnny 5 miniatures est en cours.

## Fiche technique
- Titre original : Short Circuit 2
- Titre français : Appelez-moi Johnny 5
- Titre québécois : Cœur circuit 2
- Réalisation : Kenneth Johnson
- Scénario : Brent Maddock et S. S. Wilson
- Musique : Charles Fox et Jim Steinman (chanson Holding Out for a Hero)
- Décors : Bill Brodie
- Costumes : Larry S. Wells
- Photographie : John McPherson
- Effets spéciaux : Eric Allard et Jeff Jarvis
- Montage : Conrad Buff
- Production : David Foster, Gary Foster, Lawrence Turman
- Société de production : Tri-Star Pictures
- Société de distribution : Tri-Star Pictures
- Pays de production :  États-Unis
- Langue originale : anglais
- Format : couleurs - 35 mm - 1,85:1 - Dolby SRD
- Durée : 106 minutes
- Dates de sortie :
  - États-Unis : 6 juillet 1988
  - France : 22 mars 1989

## Distribution
- Fisher Stevens (VF : Jean-Claude Montalban) : Ben « Jabutiya » Jahrvi
- Michael McKean (VF : Jacques Frantz) : Fred Ritter
- Cynthia Gibb (VF : Virginie Ledieu) : Sandy Banatoni
- Tim Blaney (VF : Jean-François Vlérick) : Johnny 5 (voix)
- Jack Weston (VF : Jacques Dynam) : Oscar Baldwin
- Dee McCafferty (VF : Roland Timsit) : Saunders
- David Hemblen : Jones
- Don Lake : Manic Mike
- Lili Francks (VF : Laure Sabardin) : l'officier Mendez
- Wayne Best : Officier O'Malley
- Damon D'Oliveira : Bones
- Gerard Parkes (VF : Yves Barsacq) : le prêtre
- Jason Kuriloff : Lil Man
- Robert Lasardo : Spooky
- Adam Ludwig : Hans de Ruyter

## Production
Le scénario est de S. S. Wilson et Brent Maddock, scénaristes du premier Short Circuit.
Si le film se déroule à New York, le tournage a lieu à Toronto, au Canada (on aperçoit notamment la fameuse librairie World's Biggest Bookstore).

## Distinctions
- Saturn Awards 1989 : Nominations dans les catégories « Meilleur film de science-fiction »[1] et « Meilleurs effets visuels »[2]